# Manzanera
Manzanera település Spanyolországban, Teruel tartományban. Manzanera Abejuela, Albentosa, El Toro, Torrijas, La Puebla de Valverde és Sarrión községekkel határos. Lakosainak száma 539 fő (2024).

## Népesség
A település népessége az utóbbi években az alábbiak szerint változott:
| Lakosok száma | 475  | 471  | 543  | 561  | 554  | 526  | 512  | 531  | 533  | 539  |
|               | 2001 | 2004 | 2007 | 2009 | 2012 | 2014 | 2017 | 2019 | 2022 | 2024 |